# 셀린 르브룅
셀린 르브룅(프랑스어: Céline Lebrun, 1976년 8월 25일~)은 프랑스의 전직 유도 선수이다. 올림픽에 2회 참가하여 2000년 하계 올림픽에서 여자 하프헤비급 은메달을 획득했다. 또한 세계 선수권 대회에서 금메달 1개, 동메달 3개를 획득했다.